# Victoria Salmon Kings
Die Victoria Salmon Kings waren eine kanadische Eishockeymannschaft aus Victoria, British Columbia. Das Team spielte 2004 bis 2011 in der ECHL.

## Geschichte
Das Franchise der Baton Rouge Kingfish aus der ECHL wurde 2003 inaktiv. Ein Jahr später kauften kanadische Geschäftsleute das Franchise und siedelten es nach Victoria, British Columbia, um, wo es ab der Saison 2004/05 unter dem Namen Victoria Salmon Kings am Spielbetrieb der ECHL teilnahm. Möglich wurde die Umsiedlung für die Salmon Kings, die das erste kanadische Team in der ECHL waren, durch den Bau des modernen Save-On-Foods Memorial Centre, das die veraltete Victoria Memorial Arena ablöste. Vom Lockout in der National Hockey League profitierten die Salmon Kings in ihrer Debütsaison, da sie somit die Möglichkeit erhielten mit Dale Purinton, Dan Blackburn und Mark Smith drei Spieler mit NHL-Erfahrung zu verpflichten. Ihre letzte Spielzeit absolvierten die Kanadier in der Saison 2010/11 unter Cheftrainer Mark Morrison, als sie nach dem vierten Platz in der Mountain Division in den folgenden Playoffs um den Kelly Cup nach Siegen über die Bakersfield Condors und Utah Grizzlies in der dritten Runde an den Alaska Aces scheiterten.
Im Mai 2011 verkündete der Verein den sofortigen Rückzug aus der ECHL. Dies geschah kurz nachdem wenige Wochen zuvor die Western Hockey League angekündigt hatte, dass 17 Jahre nach der Umsiedlung der Victoria Cougars nach Prince George, British Columbia, zur Saison 2011/12 wieder ein Franchise aus Victoria am Spielbetrieb der WHL teilnehmen soll. Nach der Auflösung der Franchise wurden alle Spieler als Free Agents verfügbar.

## Saisonstatistik
Abkürzungen: GP = Spiele, W = Siege, L = Niederlagen, T = Unentschieden, OTL = Niederlagen nach Overtime SOL = Niederlagen nach Shootout, Pts = Punkte, GF = Erzielte Tore, GA = Gegentore, PIM = Strafminuten
| Saison  | GP | W  | L  | T | OTL | SOL | Pts | GF  | GA  | Platz        | Playoffs                        |
| 2004/05 | 72 | 15 | 52 | 5 | —   | —   | 35  | 178 | 298 | 8., West     | nicht qualifiziert              |
| 2005/06 | 72 | 26 | 37 | 9 | —   | —   | 61  | 204 | 261 | 5., West     | nicht qualifiziert              |
| 2006/07 | 72 | 36 | 32 | — | 1   | 3   | 76  | 239 | 249 | 3., West     | Niederlage in der zweiten Runde |
| 2007/08 | 72 | 42 | 23 | — | 4   | 3   | 91  | 256 | 239 | 1., West     | Niederlage in der dritten Runde |
| 2008/09 | 72 | 38 | 27 | — | 2   | 5   | 83  | 232 | 200 | 3., West     | Niederlage in der zweiten Runde |
| 2009/10 | 72 | 34 | 32 | — | 4   | 2   | 74  | 230 | 243 | 4., West     | Niederlage in der ersten Runde  |
| 2010/11 | 72 | 32 | 36 | — | 2   | 2   | 68  | 217 | 234 | 4., Mountain | Niederlage in der dritten Runde |

## Team-Rekorde

### Karriererekorde
Spiele: 288  Wes Goldie
Tore: 175  Wes Goldie
Assists: 113  Ryan Wade
Punkte: 263  Wes Goldie
Strafminuten: 421  Darryl Lloyd,  Ryan Wade